# جهة العيون بوجدور الساقية الحمراء
 العيون بوجدور الساقية الحمراء جهة مساحتها تبلغ 139480كم2، تحدها من الشمال جهة كلميم السمارة، ومن الجنوب جهة وادي الذهب الكويرة، ومن الشرق موريتانيا، ومن الغرب المحيط الأطلسي، عاصمتها مدينة العيون.
ويبلغ عدد سكان الجهة 245.562 نسمة حسب إحصائيات سنة 2004، 92 % يعيشون في المناطق القروية.

## التقسم الإداري للجهة
تتشكل الجهة من:
- إقليم العيون
- إقليم بوجدور
- إقليم طرفاية

بدور هذه الأقاليم تنقسم إلى مجموعة من الدوائر والجماعات الحضرية والقروية.

## موقع الجهة
تقع الجهة على هضبة (لحمادة). وليست بها تضاريس وعرة كثيرة. ماعدا المجاري التي حفرتها الأودية، ومنخفضات «السبخات».

### المناخ
ويتميز مناخ الجهة بقحولة حادة، وبندرة التساقطات، كما أن تأثير القرب من المحيط الأطلسي ليس له اثر إلا في الشريط الساحلي. أما بقية المنطقة، فتزداد بقحولة كلما توغلنا داخل الجهة. أما درجات الحرارة المتوسطة، المسجلة في هذه الجهة، فتتغير حسب الفصول. ففي الشتاء، تتراوح درجة الحرارة المتوسطة ما بين 10و11 درجة أما في الصيف فتبلغ 47 درجة.
وبالنسبة للأمطار، فإنها تتأثر بالتقلبات الجوية للمحيط الأطلسي. وهي نادرة جدا ولا تتجاوز 60 ملم في السنة. كما أن التساقطات لا تستمر إلا مدة قصيرة. وهي غير منتظمة وعنيفة وعاصفية. وتتعرض هذه الجهة للرياح وللعواصف الرملية.
على مستوى المياه. تعتبر هذه الجهة جافة، ولا توجد بها مجاري مائية دائمة التدفق، باستثناء فيضانات دورية للأودية مثل الخط، اساغ، لكرع، شلووا، الفايض، عويليتيس، وبالخصوص واد الساقية الحمراء، الذي شيد عليه سنة 1995، سد الساقية الحمراء، من اجل اختزان مياه الفيضانات. وتصل سعته إلى 110.000.000 م3 وعلوه إلى 15م. فاللجوء إلى الموارد الجوفية يعد ممارسة قديمة بالمناطق الجافة، فهي نقط التقاط مربي الماشية والرحل فيما بينهم حول الآبار. إن ندرة المياه العذبة في هذه الأوساط الجافة تشهد لصالح اقتصادها، الذي يمر أيضا عبر محاربة التبذير، بما أن الماء هو مورد وغير قابل للتجدد.
ورغم الجهود المبذولة من طرف الدولة المغربية، فإن الماء يزداد ندرة، كلما تطورت الساكنة والتعمير والصناعة والفلاحة بطريقة عشوائية. وهو الشيء الذي سيؤدي، في المستقبل القريب إلى نقص خطير، سيتضح عندما تتجاوز الحاجيات الاحتياطات المحدودة للجهة.وسيصبح الماء في المدى القصير، مشكلا مقلقا بشكل دائم في هذه المنطقة الجافة. إن هذه الفرشات المائية الأكثر تعرضا للاستغلال في هذه الجهة تعد على الأصابع. كما أن أغلبها شديد الملوحة، بنسب تتراوح ما بين 2غ/ ل و9غ/ل. وتشكل هذه الفرشات المائية أهمية كبرى بالنسبة للموارد للجهة ككل. كما أن إمكانية هذا المورد موزعة على 9 فرشات مائية. وتتراوح جودة المياه نسبيا من فرشة إلى أخرى، ولكن فرشة فم الواد هي الفرشة الواحدة ذات المياه العذبة المتواجدة في الجهة. إن هذه الفرشة التي تستغل للسقي ولتزويد مدينة العيون بالماء الصالح للشرب، قد ظهرت قرب مصب واد الساقية الحمراء، وتحت التلال الرملية. وتغطي مساحة قدرها 90كلم²، وتتغذى هذه الفرشة عبر واد الساقية الحمراء، الذي يصرف كل خمس سنوات حجما مهما من مياه الفيضانات.
أما فيما يخص الفرشة العميقة، فهي تغطي الجزء الغربي من الأقاليم الصحراوية)العيون، بوجدور، الداخلة الخ...(على مساحة تقدر ب90.000 كلم² وتستغل في جماعات الحكونية الدشيرة وبوكراع عن طريق التنقيب. ويتراوح عمقها ما بين 500 و750م. وتصل ملوحة الماء المستخرج منها إلى 2.6

## الجانب الديمغرافي
عرفت جهة العيون_بوجدور _الساقية الحمراء تطورا ديمغرافيا مستمرا منذ المسيرة الخضراء (1975) إلى يومنا هذا. وتصل الكثافة المتوسطة لهذه الجهة إلى 1.26 نسمة/كلم² مقابل،37.80 نسمة/كلم²، على الصعيد الوطني. وتعتبر من بين اضعف الكثافات في البلاد.
إن نمو السكان يتمركز بالأساس في الوسط الحضري، وبالخصوص في مدينة العيون، التي تعتبر المركز القوي من حيث التجهيزات الحضرية في الجهة بأسرها.
إن حوالي 35% من سكان الجهة هم من الشباب الذين تقل أعمارهم عن 15 سنة، و61 % هم في سن العمل (15-59 (أما المسنون)60 سنة فما فوق) فيمثلون 3.5 %.
و في سنة 1994، وصل عدد سكان جهة العيون –بوجدور-الساقية الحمراء إلى 175.669 نسمة، أي 0.67 % من الساكنة الوطنية. وتتمركز هذه الساكنة بالأساس بالوسط الحضري، الذي يأوي 164.807نسمة، أي 93.81 % من الساكنة الجهوية، مقابل 10.862 نسمة فقط، بالنسبة للوسط القروي. ويتجاوز هذا العدد بكثير المتوسط الوطني، الذي بلغ 51.4 %سنة 1994.
وتتوزع هذه الساكنة على قطبي الجهة: ولاية العيون وإقليم بوجدور، الذين يضمان على التوالي: 149.640نسمة، و15.167 نسمة.
كما أن ولاية العيون تضم 87.65 %من الساكنة العامة للجهة، بكثافة متوسطة تقدر ب 4.10 نسمة/كلم². بالمقابل، فان إقليم بوجدور لا يشكل إلا 12.3%، بكثافة تقدر ب 0.2 نسمة/كلم².
كما أن هذا التباين يلاحظ أيضا فيما يتعلق بساكنة مدن الجهة. وهكذا، بلغ عدد ساكنة مدينة العيون، حسب إحصاء 1994، 136.678 نسمة، أي 78%من الساكنة الجهوية، مقابل 15.165 نسمة فقط، بالنسبة لمدينة بوجدور، التي هي المدينة الثانية للجهة من حيث الأهمية.

## الأنشطة الاقتصادية
إن النشاطين الاقتصاديين الرئيسيين لهذه الجهة هما تربية الماشية والصيد البحري. وتتميز هذه الجهة أيضا بنشاط معدني متطور، يخص استخراج الفوسفاط، ولها مؤهلات سياحية هائلة. ومع ذلك، يضل القطاع الثالث مهيمنا على الجهة، حيث يشغل 64%من السكان النشيطين. وتتوزع بقية السكان النشيطين بالتساوي تقريبا على القطاعين الأول والثاني
انطلاقا من كونها منطقة قاحلة، تتميز بظروف مناخية قاسية، وبموارد محدودة فيما يخص المياه والأراضي الخصبة، فان الاستغلال الفلاحي في جهة العيون بوجدور الساقية الحمراء صعب وخاضع لشروط عديدة (الرياح الجافة، زحف الرمال، قلة الأمطار، ملوحة الماء، فقر التربية).وعلى العكس من ذلك، يكتسي النشاط الرعوي أهمية اجتماعية كبرى بالنسبة للصحراويين الذين يتعاطونه، لكون هذا النشاط يدر عليهم مداخل أساسية.

### الفلاحة
تقدر المساحة الصالحة للزراعة بالجهة، ب 7500 هكتار، منها 50 هكتار مسقية و1000 هكتار قابلة للسقي. وتخصص القطع الأرضية المسقية بالأساس لإنتاج العلف (الفصة) وبعض الزراعات المقلية.
في هذه المنطقة القاحلة، يمكن إن نميز بين نوعين من الاستغلال الفلاحي: المساحات المسقية والغرارات:
- تعتبر الدوائر المسقية أهم المجالات الفلاحية وكثرها مرودية. وقد تقلصت مساحتها بسبب زحف الرمال وانعدام الماء. ولهذا السبب، فان المساحات المزروعة فعلا بالعيون تعرف كل سنة تقلبات هامة جدا. وهكذا يمكن أن تتقلص المساحة بشكل استثنائي في فترة الجفاف إلى ما بين 300 و400 هكتار. بالمقابل يمكن أن تصل في فترة الأمطار إلى 7000 هكتار.
- وتكتسي الغرارات أهمية خاصة جدا في هذه الجهة. إنها عبارة عن أحواض في قعر صلصالي ضعيف النفاذية، حيث تتراكم المياه المطرية وأجزاء التربية الصالحة للزراعة المجمعة تحت تأثير الفيضانات. وتعتبر الغرارات المورد الوحيد للزراعة البورية.
إن عدد الغرارات في إقليم العيون يقارب 10000وحدة.و توحد الغارات حسب الأهمية في الدورة، عين تسكريد، ايزيك، طرفاية، بوكراع، العيون، الدشيرة، الحكونية، الخ. وأكبر غرارة هي الدورة، وتبلغ 1200 هكتار. أما بقية الغرارات فلا تتجاوز الواحدة منها مساحة متوسطة تتراوح ما بين 0.5 و1 هكتار.
أما المساحة المزروعة بالشعير والقمح (هيمنة الشعير ب 90%)، إبان موسم فلاحي متوسط (80 إلى 120ملم)، فإنها تتراوح ما بين 2000 و3000 هكتار، وتقدم مردودية متوسطة قدرها 8 قناطر في الهكتار الواحد.
وفضلا عن ذلك، فمن المعروف إن الملكية العقارية الغرارات عمومية، إلا أن الدولة لا تستغلها. أي أن الخواص الذين يستغلون الغرارات، ويشتغلون فيها كمالكين فعليين. ومنذ عدة أجيال أصبح من المعروف والمقبول أن هذه العائلة أو تلك هي المالكة لهذه الغرارة أو تلك، بالمعنى التقليدي للكلمة. وهذا الأمر العلمي يحترم بشكل تام داخل القبائل.
أحيانا، تتدخل السلطات المسؤولة، خاصة في بداية المواسم الفلاحية التي تبدوا واعدة، لتوزيع بعض الغرارات على فلاحين أو أكثر. لكن التقسيم يتم عموما بكيفية طبيعية، ارتكازا على العرف، الذي يحترم الحقوق التقليدية للمستعمل الذي اعتاد استغلال الغرارة. وأكثر من ذلك، فهذه الحقوق تنتقل بالوارثة من الآباء إلى الأبناء، لان امتلاك غرارة يعتبر امتيازا ونوعا من الإرث الاجتماعي، الذي يسمح بتدعيم الهوية العائلية بشكل أفضل. وهكذا يصبح الاستغلال الفلاحي للغرارة فخرا قبليا.
ينتج عما سبق أن هذه الغرارات يطغى عليها الطابع الاجتماعي العائلي، وبالخصوص القبلي أكثر مما هي مشروطة بالمردودية الاقتصادية.
وتقوم الدولة بتشجيع الاستغلال الفردي للغرارات باعتبارها موردا فلاحيا مهما، ونضاما مكملا لتربية الماشية، وباعتبارها كذلك عاملا فعالا لاستقرار السكان.

### تربية الماشية
تتوفر هذه الجهة على قطيع هام، يشكل المصدر الرئيسي لمداخيل رب الماشية. أما الأعداد الراهنة لهذه القطعان فهي كالتالي:
تحتل الإبل والمعز مكانة هامة في تربية الماشية بالصحراء. ويقدر عددها على التوالي ب 89.500 رأس من الإبل، أي 30%من القطيع الوطني للإبل، و193.000 رأسا من المعز أي 4%من القطيع الوطني من المعز ويليهما قطيع من الأغنام 120.300 راس أي 0.80 %فقط من القطيع الوطني من الأغنام، أما فيما يخص أبقار فإنها تمثل 440 راس أي 0.01%من القطيع الوطني من الأبقار. إن نظام الرعي يرتكز في هذه المنطقة القاحلة، على تربية الماشية الانتجاعية المتنقلة. فمربو الماشية أي ملاكو القطعان، هم في أغلبيتهم حضريون. يقيمون بمدينة العيون أو بوجدور، ومن هناك ينضمون ويراقبون تنقل قطعانهم.
وتنتقل قطعانهم نحو الداخلة أو الحدود الموريتانية أو نحو السمارة، كلميم وسوس. ويرافق هذه التنقلات مجموعة من العمال والرعاة. ويقوم هؤلاء بتنقلات دورية بينالعيون، بوجدور، وأماكن الرعي لتزويد القطيع (تغذية تكميلية في موسم غير جيد، منتوجات خاصة بالصحة الحيوانية، تنقل الحيوانات المخصصة للبيع أو الذبح) ولتزويد فريق الرعاة كذلك بالمواد الضرورية (الماء الصالح للشرب، مواد غذائية …)
وقد وصل عدد مربي الماشية في هذه الجهة، حسب آخر إحصاء إلى 1800 مرب وهو ما يدل على كون هذه الجهة منطقة لتربية الماشية بامتياز، وفضلا عن ذلك فان استيراد قطعان الإبل من موريطانيا أصبح أمرا عاديا جدا، هذه الجهة نظرا الانخفاض ثمنها هناك مقارنة بالأثمنة المحلية.
وتبقى تربية الماشية بمثابة النشاط الرئيسي والأكثر مردودية في هذه المنطقة، وتتوفر بطبيعة الحال على إمكانيات تفوق بكثير إمكانيات الفلاحة.
ولقد تم، مؤخرا تبني صيغ جديدة لتربية الماشية، أي التربية المكثفة للأبقار، وكذلك إنتاج الدواجن، دون أن ننسى تجميع وتسويق حليب النوق، وهي أنشطة تطورت في العيون، بشكل خاص.
إن الاستقرار قد أعطى نمطا آخر للحياة. وهو نمط يرتبط بمبادئ ثقافة قديمة تلاءمت مع التغيير المفاجئ لحياتهم المدنية الجديدة

### الصيد البحري
تزخر الجهة بموارد بحرية هامة، وتضم ثلاثة موانئ هي المرسى طرفاية وبوجدور وفي سنة 1998، بلغ إنتاج الصيد بالنسبة للموانئ الثلاثة الموجودة بالجهة، كميات تقدر ب 309.207 طنا: 417.708.000 درهما. ويتكون عتاد الصيد البحري الشاطئ المستعمل حاليا في موانئ العيون وطرفاية، من 689 وحدة صيدية، وتتمركز أغلب الوحدات في مدينة العيون وبالخصوص فيما يخص القوارب الجيابة (100%) صيد أعالي البحار /85%/ أما بخصوص قوارب صيد السردين، فإنها لا تمثل إلا 37.5 %كم أن عدد البحارة المنشغلين من طرف الوحدات الصيدية يقدر ب 7000 صياد. وفي سنة 1997 بلغت مساهمة هذه الجهة في الإنتاج الوطني للصيد البحري 231.164 طن من السمك الموجه للصناعة و7170 طن من السمك الأبيض، وهو ما يمثل 14.3% من السمك الأبيض المصطاد وطنيا.
أما بخصوص الصيد البحري في أعالي البحار، فلقد سجل إبان سنة 97، ما قدره 502.891 كلغ ويوجه هذا الإنتاج بالخصوص إلى التصدير.
ومع ذلك، فان تطوير هذا القطاع يفرض تبني إستراتيجية جهوية، تأخذ بعين الاعتبار المميزات الجهوية وعقلنة عوامل الإنتاج، وتشجيع المبادرة الخاصة لتشجيع انتشار نسيج صناعي، سيساهم أكثر في التنمية الاجتماعية – الاقتصادية الفعلية لهذه الجهة، ولإبراز قيمة منتوجات الصيد البحري.

### المعادن
تعرف هذه الجهة بثرواتها المعدنية، وبالخصوص الفوسفاط والملح والرمل.
ويقع منجم فوسفاط بوكراع على بعد 100 كلم، جنوب شرق مدينة العيون. ويستغل من طرف شركة فوسبوكراع. ويتعرض هذا المعدن للمعالجة الأولية، قبل إرساله لمعمل بشاطئ العيون- المرسى- عبر نقالات آلية ويبلغ طولها 98.3 كلم.
ويخضع الفوسفاط لمجموعة من عمليات الإغناء (الغسل، التجفيف، والتصنيف) قبل أن يصدر نحو الخارج. ينتج منجم بوكراع سنويا 1.860.000 طن من الفوسفاط 1997. وهو ما يمثل 2.32% من الإنتاج الوطني.ويشغل يدا عاملة تقدر ب 2400 عامل. ويصدر 45% من هذا الإنتاج إلى الولاية المتحدة، و20 % إلى بلدان أوروبا الجنوبية.
وتتوفر هذه الجهة أيضا على 10 منخفضات طبيعية تسمى ب –السبخات – التي تشكل احتياطيات كبرى من الملح، مع أن استغلالها لا يزال تقليديا/ ملئ الأحواض بالأجاج، ثم عملية تبخر الماء التي تنتج عنها قشرة ملحية تجمع بالرفش/.
أما أهم السبخات الموجودة بالجهة فهي: سبخة تازغا، أم ضبع، تيسلتين، تيسفورين. وتغطي مساحة كبيرة أهمها – تازغا – طرفاية التي يقدر احتياطها ب 4.5 مليون طن، وتستغل منذ سنة 1991، من طرف شركة سوماسيل ويقدر إنتاج الجهة من الملح ب 20.000طن في السنة وتوفر أكثر من 500 منصب شغل موسمي.
من الضروري أيضا تصنيف الأنشطة مرتبطة باستغلال الرمل ضمن أنشطة الاستخراج المعدني. وقدر إنتاج الرمل ب 78.630 طن سنة 1998 موجهة للتصدير نحو لاسبالاماس / جزر الكناري/.

### الصناعة
باستثناء العيون وضواحيها، فان مدينتي بوجدور وطرفاية اقل تصنيعا بالمقارنة مع قطب الجهة. إن هذا التفوق الصناعي لمدينة العيون مرتبط بالدرجة الأولى بالبنية التحتية لميناء المرسى الذي جهز بمنطقة صناعية ذات ارتباط كبير بأنشطة الصيد والتصدير. كما أن هذا التطور الصناعي هو ثمرة تشجيع السلطات المركزية والمحلية والمصالح المختصة. ولقد سمح دعم الدولة ببروز 18 وحدة صناعية، تمثل عينة هامة لوحدات تجميد السمك والرخويات وصناعات الثلج، والمعلبات ووحدات دقيق وزيوت السمك. إن مدينة –المرسى– تضم أكثر من 10 وحدات صناعية كبرى، موجهة في أغلبها لصناعة دقيق وزيوت السمك. ولقد اثبت هذا المركز دوره باعتباره قطبا اقتصاديا جاذبا للاستثمارات الصناعية للولاية والجهة، حيث يتمركز به جل الوحدات الصناعية المرتبطة بتحويل منتوجات الصيد، وبتصدير الفوسفاط والرمل، وكذا مستودعات المنتوجات النفطية.
باستثناء بعض الوحدات الصناعية التحويلية لمنتوجات الصيد أو أنشطة التخزين (الرمل، الفوسفاط، الرمل) فان هذه الجهة بعيدة عن أن تكون منطقة صناعية بامتياز. وذلك لغياب فروع صناعية أخرى، مثل العدانة والكمية، والشبه كيمياء والميكانيك والنسيج، الخ..

### الصناعة التقليدية
يرتبط تطور هذا القطاع بالتراث الثقافي للرحل، الذي يرتبط في جزء كبير منه بتربية الماعز والإبل. علما بان جلود هذه الحيوانات تستعمل في صناعة البوفات، النعال الخ....بينما يستعمل وبرها في نسخ الزرابي وخيام الرحل. ويتميز الصحراويون –الرجال الزرق- أيضا بلباسهم الأزرق -الفتكات والملحفات- الذي يستورد في معضمه من موريطانيا أو يتم إتمامه في بعض الأحيان. كما أن فروعا أخرى من الصناعة التقليدية تعرف ازدهارا، وبالخصوص فرع الصياغة –صناعة الحلي والنحاسيات الخ-. ويقدر مجموع عدد مناصب الشغل ب960 صانعا تقليديا، وهو ما يمثل 2 % من الساكنة النشيطة الجهوية، موزعة على 14 نشاط منتج. وبالإضافة إلى ذلك، فان إنجاز مركب للصناعة التقليدية بالعيون قد مكن من رفع مستوى تعلم وتكوين الصناع التقليديين الشباب، ومن دعم وتشجيع الصناعة التقليدية المحلية.
إن بإمكان الصناعة التقليدية، التي تنهل من الغنى الثقافي للرجل –الصحراوي-، أن تعرف تطورا ودينامية، عبر علاقتها بالنشاط السياحي

## المصدر ووصلات خارجية
أنظر تصريح الاقتباس من موقع أدرار على الإنترنت
- خبار بلادي.. المغرب.. العيون بوجدور

المركز الجهوي للاستثمار: جهة العيون بوجدور الساقية الحمراء